# اسکیتون (ویسکانسین)
اسکیتون (به انگلیسی: Askeaton) یک منطقهٔ مسکونی در ایالات متحده آمریکا است که در هلند واقع شده‌است. اسکیتون ۲۲۵٫۸۶ متر بالاتر از سطح دریا واقع شده‌است.